# Ott
Ott (London, 1968. április 12. –)  angol lemezproducer, aki többek között  Sinéad O’Connor, Embrace, The Orb és Brian Eno zenészekkel dolgozott együtt.
2002 óta örvend szélesebb körű ismertségnek, amikor megjelentek első saját pszichedelikus dub számai és közös munkái  Simon Posford zenésszel (Hallucinogen / Shpongle).

## Közreműködései

### Twisted
- Are You Shpongled? (Compiled and edited by Ott)
- Eclipse - A Journey Of Permanence & Impermanence (Compiled and edited by Ott and Simon Posford)
- Hallucinogen - In Dub (Produced, programmed by, mixed by, remixed by Ott)
- Nothing Lasts…But Nothing Is Lost (Engineered by Ott. He also plays timbales on track nr 3 and 5)

### Liquid Sound Design
- Escape From Tulse Hell on Mana Medicine (Compiled and produced by Humphrey Bacchus)
- OTT Meets Billy The Kid on Elucidations (Compiled and produced by Humphrey Bacchus)

### Egyéb
- Dialogue Of The Speakers (Remix of Timeless E.S.P. and Ground Luminosity)
- Scilly Automatic (from Talisman, Interchill Records CD015, 2002)
- Neon Tetra by Umberloid (written and produced by Ott and Chris Barker; from 13th Moon, Interchill Records CD016, 2003)
- Eye Of The Beholder (written and produced by Ott and Colin Bennun; from Free Range by OOOD, Organic Records ORGCD0012, 2006)
- 'Exit Chapel Perilous" by Umberloid from 'Soul vibration Vol. 1' by Liquid records

## Lemezei
- Mir (2011)
- Hallucinogen in Dub (2002)
- Blumenkraft (2003)
- Skylon (2007)
- Fairchildren (2015)

## Hivatalos oldal
- www.ottsonic.net